# Propaganda fujimorista

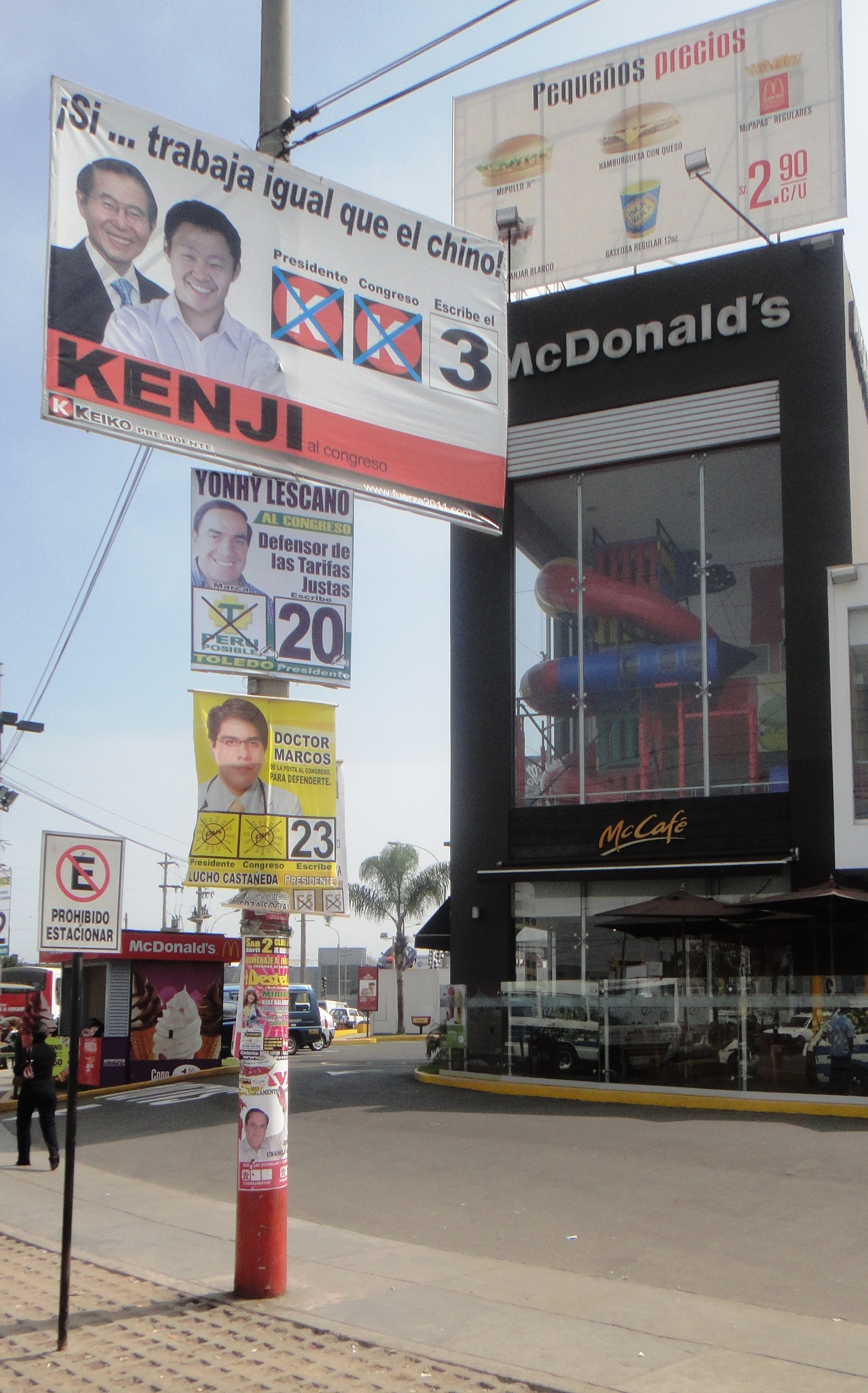
Cartel en el que aparecen Alberto Fujimori y su hijo Kenji Fujimori juntos, promoviendo la candidatura de este último a las elecciones generales de Perú de 2011

La propaganda fujimorista, denominado también como fujiprensa, engloba las estrategias políticas y mediáticas empleadas para moldear la opinión pública en Perú durante y después de la presidencia de Alberto Fujimori. Dichas estrategias tuvieron un impacto en la política peruana y se tradujeron en la imposición de una narrativa de tintes conservadores que fue adoptada por movimientos fujimoristas y afines a su legado.
Los primeros años de la propaganda fujimorista corrieron a cargo del asesor de inteligencia de Fujimori, Vladimiro Montesinos, quien buscó cuidar la imagen del régimen mientras controlaba el panorama mediático del Perú. De hecho, elaboraba tabloides controlados por el Estado. Además, utilizaba tácticas que presentaban a Fujimori como un salvador y despreciaban a los opositores al señalarlos gratuitamente como terroristas en sus campañas de miedo. Cabe señalar que el fujimorato se vio influido por el Plan Verde, que se concretó en el autogolpe de 1992.
Tras la caída de Fujimori del poder en 2000, persistieron elementos de esta estrategia propagandística en la política peruana, sobre todo a través de las campañas de su hija Keiko Fujimori. En esta etapa, se utilizaron tácticas similares para promover los ideales fujimoristas y nuevas conspiraciones con el fin de recibir el apoyo de los grupos de poder, que se concentraron desde que el Estado adoptó el modelo neoliberal.

## Antecedentes
Desde que asumió el poder en 1990, Alberto Fujimori desarrolló habilidades que se compararían, en una especie de «liderazgo mediático», según Protzel (1994). Sus dotes de liderazgo se manifestaban a través de una serie de actividades, gestos, rituales e incluso eventos que se emitían por televisión, uno de los medios de comunicación al que cualquiera podía acceder. El investigador Carlos Iván Degregori señaló que Fujimori hizo gestos que se podían reproducir fácilmente en noticieros de ámbito nacional, algo que ningún otro político había hecho antes en la historia del país.
Fujimori y sus mandos militares habían planeado un golpe durante sus dos años anteriores en el cargo. El autogolpe de Estado de Perú de 1992 eliminó los obstáculos políticos impuestos por el Congreso al gobierno de Fujimori, lo que le permitió poner en práctica los objetivos esbozados en el Plan Verde. Según Daniel Vásquez, de la Conferencia Episcopal Peruana, el círculo político del entonces presidente tenía planificado liquidar la mala imagen de su antecesor, Alan García, y relacionarlo con partidos políticos tradicionales que eran rechazados por la población.
Tras el autogolpe, se convocaron elecciones constituyentes, de las cuales nació la Constitución de 1993. Martha Chávez, presidenta del Congreso Constituyente Democrático, imaginó que la nueva Constitución, a diferencia de la de 1979, garantizaría «el derecho a la vida desde su inicio, la dignidad del ser humano en su dimensión material y espiritual, y la institución de la familia», y que habría «todos los medios posibles de legítima defensa para imponer el orden y la paz sobre el caos o la violencia que algunos quieran imponer».
Alberto Fujimori confiaba en Vladimiro Montesinos, quien posteriormente fue su asesor. El autogolpe convirtió a Montesinos en el dirigente más poderoso de Perú y en uno de los artífices de la red de corrupción. Este asumió como jefe de facto del Servicio de Inteligencia Nacional para controlar todas las funciones del Estado, incluidas las fuerzas armadas, el Congreso, los tribunales, las juntas electorales, los bancos y los medios de comunicación. El sociólogo Guillermo Rochabrun señaló que, con el control institucional de Fujimori, Montesinos y un grupo de asesores, los ministros se situaron como participantes irrelevantes.
No se ejerció un control absoluto sobre los medios de comunicación, ya que se prefirió llevar a cabo una especie de «control difuso», es decir, manipular la visión de los hechos para que fuera favorable al oficialismo. El control difuso era indispensable para la población en situación de pobreza. Adicionalmente, la reducción del número de organismos estatales tras las ventas a empresas extranjeras y la disminución de los empleados del Estado supuso más financiación para los programas populistas.

## Historia
El régimen fujimorista (1990-2000) ha sido calificado como la «primera dictadura imagocrática del mundo» por el político Manuel Dammert; el término fue usado también por Daniel Treisman en su investigación del Journal of Economic Perspectives. Su confianza en la prensa amarilla, más que en la represión abierta, para destruir a la oposición política —contrariamente a la norma histórica en América Latina— ha sido especialmente notoria.

### Gobierno de Fujimori
Vladimiro Montesinos empleó la propaganda para mantener el control sobre prácticamente todas las funciones gubernamentales durante el gobierno de Fujimori y posicionar al gobierno gobierno como el mayor anunciante del Perú. De 1992 a 2000, cuando fue jefe de facto del Servicio de Inteligencia Nacional, Montesinos dominó gran parte del panorama informativo de Perú. 
Fujimori supo aprovechar los logros del Grupo Especial de Inteligencia (GEIN) en materia de orden y estabilidad del país para ganarse la simpatía de la población, cuya aprobación alcanzó sus cifras más altas entre 1992 y 1996. A través de varios planes gestados, como el plan Bermudas, el gobierno permitió una presencia mínima de los medios de comunicación de la oposición, principalmente para defenderse de las críticas de las naciones occidentales y para destacar las crisis que surgían de los oponentes políticos.
Calderón Bentin señala que Montesinos orientó al Estado hacia un enfoque significativo en el manejo de la imagen más que en los servicios públicos tradicionales, utilizando recursos de varios ministerios para las operaciones de propaganda del SIN a través del Fondo de Acciones Reservadas. Montesinos pagaba a los medios de comunicación por una cobertura positiva y para que le ayudaran a mantener la presidencia atacando a sus oponentes. Entre 1997 y 1999, el gasto en propaganda estatal aumentó un 52 %.
El resultado fue que se diera un trato preferencial a Fujimori. Los comunicadores pagados por el gobierno se denominaron «geishas» (también señaladas, en el caso de las mujeres, como «chicas»). Esta práctica de relaciones públicas creó dos arquetipos en la población: el político independiente de Fujimori, visto como «pragmático, enemigo del terrorismo comunista y honesto»; y su oposición, el político tradicional, como «corrupto-comunista». Esto fue importante para la opinión pública, ya que esta pudo ser testigo de la detención de los enemigos de los grupos subversivos, incluido Abimael Guzmán, por parte de la policía.
Montesinos se hizo con el control de seis de los siete principales canales de televisión de Perú. Él y los ejecutivos de los medios revisaban diariamente las noticias (a las 12:30 p. m.), y cualquier contenido que implicara a políticos requería su aprobación explícita por escrito. Los sobornos y las promesas de indulgencia legal se extendieron a entidades mediáticas como el diario Expreso y los canales de televisión Global Televisión, Latina Televisión, ATV, América Televisión y Panamericana Televisión. A algunos canales de televisión se les asignaron agentes de inteligencia personal para desenterrar historias progubernamentales. A veces, Montesinos ofrecía reportajes exclusivos a los canales que le apoyaban, incluido un pago de 3 millones de dólares a la personalidad de la televisión Laura Bozzo. En 2000, ya desembolsaba 3 millones de dólares mensuales por una cobertura televisiva positiva.
Además, múltiples tabloides de la prensa chicha fueron cooptados para la propaganda, y Montesinos ejercía un control editorial directo sobre nueve periódicos. Los oficiales del SIN utilizaban una máquina de fax cifrada para enviar titulares de artículos —a veces escritos por el propio Montesinos— a los periódicos, donde los editores creaban historias basadas en esos titulares. A menudo, se recurría a las noticias falsas, tal como afirmó la profesora de ciencias políticas Jo-Marie Burt en 2024, y se tachaba a la oposición de «terroristas» o «comunistas», aprovechando la división social entre la clase trabajadora y las élites.
El oficialismo empleó tácticas de distracción, utilizando titulares sensacionalistas para desviar la atención de las crisis. Previamente, el gobierno elaboraba historias turbias para los medios de comunicación desde la epidemia de cólera de 1991, siendo la «Virgen que llora» uno de sus mayores hitos. A finales del milenio, se contrató a psicólogos para crear titulares típicos de la prensa chicha, que costaban 3000 dólares cada uno. Entre 1998 y 2000, Montesinos gastó 22 millones de dólares en titulares.

### Después del fujimorato
La influencia del fujimorismo ha calado en el tejido político y social de Perú, estableciendo un entramado por parte de Fujimori y Montesinos que persistió hasta el siglo XXI. Este permitió a los políticos fujimoristas ejercer influencia sin tener mayoría en el gobierno y facilitó la creación de un culto a la personalidad en torno a Alberto Fujimori. La percepción de que Fujimori «salvó» a Perú en la década de 1990 reforzó el apoyo a su hija, Keiko Fujimori, y a su hijo, Kenji Fujimori, como sus sucesores políticos. La imagen de Fujimori como «perseguido político» en los años 2000 permitió que sus simpatizantes calificaran a sus detractores (las instituciones judiciales, el personal político que reemplaza a los fujimoristas, las ONG de derechos humanos) como «caviares» (antes, «cívicos»).
Luego de la huida, arresto y extraditación de Vladimiro Montesinos, en la década de 2000, Carlos Raffo se encargó de la imagen publicitaria de Alberto Fujimori. Raffo fundó la «Fujiprensa» para crear contenido afín al exmandatario. El grupo publicista estableció comunicación entre Fujimori y sus seguidores en la web, en la entonces emisora Radio Miraflores y, según la revista Caretas, en el planificado Canal Azul. En una entrevista para el Canal N, el director de Radio Miraflores justificó que «hay un porcentaje demasiado alto de gente que está pidiendo que Fujimori regrese porque los medios de comunicación y los políticos no hemos sabido manejar las cosas».
Un año después del lanzamiento del programa de radio, el proselitismo de Fujimori llegó a Iquitos, donde se canceló prematuramente. También se hizo visible en la televisión nacional, meses antes de las elecciones presidenciales de 2006, y en diarios como La Razón. En 2005, el expresidente presentó su libro El peso de la verdad, que recopilaba varias publicaciones de su página web entre 2002 y el año de publicación, para mejorar su imagen en la campaña presidencial.
Alberto Fujimori fue encarcelado en 2007. A pesar de estar en prisión, se mantuvo activo en las redes sociales, mientras sus partidarios difundían propaganda para promover su legado y atacar a sus oponentes. También se ha difundido propaganda a favor del indulto a Alberto Fujimori, en la que Raffo publicó una imagen suya para apoyar su indulto.

#### Keiko Fujimori y su presencia en posteriores elecciones presidenciales
El fujimorismo recayó en manos de Keiko Fujimori. Pedro Pablo Kuczynski apoyó a la nueva líder y destacó los logros de su padre, pero después se arrepintió. Carlos Raffo perdió el control de la publicidad, ya que el partido político Fuerza Popular (fundado en 2011 por militantes) nombró a Jaime Yoshiyama como director de campaña. Raffo solo tuvo una participación menor: organizar el mitin final para favorecer la imagen de la líder del partido.
En las nuevas campañas electorales, se ha constatado que los medios de comunicación peruanos, principalmente los limeños, utilizan noticias falsas para apoyar a la heredera política de Alberto Fujimori. Además, se ha dicho que El Comercio, uno de los mayores medios de comunicación de Sudamérica, apoya a Keiko Fujimori. El escritor Mario Vargas Llosa lo describió como «una máquina de propaganda para favorecer la candidatura de Keiko Fujimori» durante las elecciones generales de Perú de 2011. Del mismo modo, Reuters señaló que El Comercio «apoyó en general a Fujimori» durante las elecciones generales de 2021.
Se ha relacionado a varias empresas que buscaban financiar las campañas. Algunas de ellas formaban parte de la Confederación Nacional de Instituciones Empresariales Privadas (Confiep), que llevó a cabo una campaña disimulada para no cambiar el modelo económico basado en el neoliberalismo. En 2019, José Graña confesó que la Cámara Peruana de la Construcción realizaba aportes económicos a la Confiep para respaldar la campaña fujimorista de 2011. La campaña recurría a la frase «El Perú tiene dos opciones… o vamos hacia adelante… o vamos hacia atrás», siendo esta última parte una referencia a Ollanta Humala.
Varios ejecutivos admitieron haber aportado fondos a la campaña de Fuerza 2011. Romero Paoletti, presidente del consejo del conglomerado bancario Credicorp, confesó ser uno de ellos y calificó la campaña como «una decisión responsable ante el chavismo», señalando que lo hicieron por el bien del país. Marcelo Odebrecht confesó que su empresa, Odebrecht, también financió la campaña. Según Jorge Barata, exdirectivo de Odebrecht, incluso la empresa española Repsol estaba interesada en hacer sus aportaciones.
Jorge Meléndez, congresista entre 2016 y 2019, señaló que Rosa Bartra, fujimorista que presidió la comisión Lava Jato, no tenía pensado revelar en el informe las negociaciones entre Odebrecht, Keiko Fujimori y Alan García. Posteriormente, afirmó que el fujimorismo y facciones apristas buscaban desacreditar al presidente Martín Vizcarra y «ponerlo en la misma situación que los líderes del Apra y Fuerza Popular».
La propaganda fujimorista perduró con los años. Alberto Fujimori estaba al tanto de los avances proselitistas de su hija, llevados a cabo por Pedro Rejas, exintegrante del comando Chavín de Huántar, con quien el movimiento negó tener vínculos oficiales. Se crearon portales en Internet para promocionar el legado del expresidente y no caer en el olvido, como destacan El Montonero y Piensa.pe (creado por José Ignacio Beteta Bazán, un empresario que presidió la Asociación de Contribuyentes del Perú). En las redes sociales se recurre al concepto de «fujitroll» para referirse a aquellos que buscan manifestar su apoyo incondicional. A pesar de su vigencia, la popularidad de su heredera Keiko Fujimori fue disminuyendo debido a los escándalos de corrupción que la vinculaban, por lo que los electores buscaban partidos que defendieran mejor las ideas sociales conservadoras de Rafael López Aliaga o las ideas económicas de Hernando de Soto.
En 2021, Alberto Fujimori publicó El intruso, donde actualizaba su visión sobre la política peruana. El libro se convirtió, según el dominical Panorama, en la «biblia» de los seguidores de «el Chino». En 2024, Fujimori Fujimori publicó su último libro, El rescate soñado, sobre la operación Chavín de Huántar. El expresidente falleció ese año.

### Elecciones generales de 2021 y nueva estrategia política
En 2021, Keiko Fujimori empezó a consolidar su campaña anticomunista para recuperar la imagen del movimiento político y ganar las elecciones presidenciales, arremetiendo contra su principal rival, Pedro Castillo. Ella justificó que «el fujimorismo fue el gobierno que más trabajó por ellos». Entre los políticos que la apoyaron se encontraba el venezolano Leopoldo López, quien animó a los ciudadanos a «votar por la democracia» y lució con la camiseta de la selección de fútbol. Keiko debutó en ese año como influencer de la red social TikTok, que comparte contenido con millones de seguidores.
Los abogados de Fuerza Popular han empleado estrategias legales para dar como ganadora a Keiko Fujimori. Se presentaron denuncias por un falso fraude que habría beneficiado a Pedro Castillo y se compartieron en manifestaciones, conferencias y redes sociales. Esta estrategia fue clave para que los medios de comunicación y las redes sociales los respaldaran y así promover la idea de un posible fraude electoral.
Después de perder las elecciones, la líder de Fuerza Popular puso en marcha una campaña en redes sociales contra Pedro Castillo y animó a los congresistas a «vacarlo». Tras la destitución de Castillo, asumió el cargo su exvicepresidenta, Dina Boluarte. En una entrevista para el semanario Brecha, la periodista Jacqueline Fowks señaló que, durante el mandato de Boluarte, Keiko Fujimori concentró el poder político de Perú sin necesidad de ostentar la presidencia de la nación. Keiko Fujimori continuó insistiendo en que había ganado las elecciones presidenciales.
Según la Encuesta del Poder de 2024, la excandidata presidencial de 2021 está al mismo nivel que la presidenta en influencia política, por lo que el diario Ojo resumió que existe la presencia de un «gobierno fujimorista en que Boluarte solo es la cara que aparece en público». Fuentes cercanas al semanario Hildebrandt en sus Trece atribuían a la líder fujimorista la elección del primer ministro de Boluarte, Eduardo Arana Ysa. El exjefe del Instituto de Estudios Peruanos, Hernán Chaparro, afirmó que el fujimorismo intentó «comunicar que ahora son la oposición (al gobierno de Dina Boluarte), pero no creo que la gente se lo crea», ya que, en la práctica, «actúan en favor de intereses personales». El caricaturista Carlos Tovar («Carlín») realizó un dibujo en el que se retrata a Keiko Fujimori y sus alianzas afines (Alianza para el Progreso y Perú Libre) en una combi, mientras otras con respaldo parcial están en carretillas anexadas al vehículo.
En 2025, un año antes de las próximas elecciones presidenciales, Keiko Fujimori empezó aparentemente a realizar proselitismo político vistiendo una pollera y un sombrero típicos del departamento de Cajamarca, donde vivió Pedro Castillo. Fujimori empezó a recorrer Cajamarca y otros destinos con el propósito de promocionar estos lugares como atractivos económicos, y compartió vídeos de sus viajes en su canal de YouTube bajo el lema El Perú es clave (tomado de la frase del youtuber IShowSpeed). María Isabel León de Céspedes, expresidenta de la Confiep (2019-2021), afirmaba que la candidatura de Fujimori «no es un riesgo negativo» y que tiene derecho a volver a presentarse porque, en un hipotético gobierno, «no lo haría mal». Desde la mayoría de Fuerza Popular propusieron que es mejor hacer campaña sin ella.
Mientras hacía proselitismo, Fujimori se enfrentó a la Fiscalía por investigar a su partido Fuerza Popular. Se sabe que el Ministerio Público iba a investigar al fiscal José Domingo Pérez, responsable del proceso judicial por los aportes económicos al partido en 2011 y 2016. César Hildebrandt señalaba que Pérez había sido destituido temporalmente por la Autoridad Nacional, y afirmaba que esta había inclinado su decisión hacia la postura conservadora de Fujimori. Pérez fue restituido tiempo después. Por otro lado, el caricaturista Carlín retrataba que, desde hacía meses, Fuerza Popular daba el visto bueno para inhabilitar políticamente a sus posibles competidores (entre ellos, Antauro Humala, Martín Vizcarra, Salvador del Solar y Francisco Sagasti). Por ejemplo, cuando se discutía la inhabilitación de Sagasti y Vizcarra, la bancada fujimorista tuvo más votos a favor, pero no se tuvieron en cuenta los votos de las demás bancadas para su aprobación.
En ese mismo 2025, el dominical Cuarto poder señaló que Fuerza Popular había presentado un proyecto de ley para garantizar la «libertad ideológica» de los legisladores, alegando que estos no son «funcionarios administrativos» y que, por tanto, podrían participar en actividades proselitistas de partidos políticos meses antes de las elecciones de 2026. El dominical ponía el ejemplo de Martha Moyano, quien aprovechaba la semana de representación para reunirse con personas de la Escuela Naranja. El dictamen fue aprobado. El fujimorista Fernando Rospigliosi defendió que se puede hacer prosélitismo cuando se está «representando a los que eventualmente votaron» antes de ser elegido congresista.

## Temas

### Imagen pública
Francisco Durand describe a Alberto Fujimori como un presidente con carisma debido a su planificación, su forma inmediata de actuar, su lenguaje breve y conciso, y su atención a la opinión pública. Estas características fueron importantes para el surgimiento de tal fenómeno y su capacidad de aislar a sus contrincantes. Pero eso no es todo, pues Fujimori recurrió a la astucia política durante sus apariciones públicas, representada simbólicamente como «la yuca».
Alberto Fujimori supo cuidar estratégicamente su imagen. La investigadora Christabelle Roca-Rey comparó su estrategia con la presidencia de Ronald Reagan y afirmaba en su libro que buscaba aparentar ser más indígena que los indígenas del país. El diario La Tercera afirmó que manejó a su antojo los rumores sobre su lugar de nacimiento, su doble nacionalidad, su relación con Montesinos y la represión del Estado. También montó un espectáculo mediático en sus decenas de visitas a hospitales y clínicas ante un aparente agravamiento de su estado de salud.
A este espectáculo se sumó el anuncio de su fallecimiento, que coincidió con la fecha de muerte de Abimael Guzmán el 11 de septiembre.  Para actuar con cautela ante tal coincidencia, la familia de Fujimori ordenó al abogado del expresidente que retirara una filtración en redes sociales sobre su fallecimiento sin contar con la autorización de Keiko. Tras el fallecimiento y funeral público, Keiko se comprometió a publicar material inédito de su padre con el propósito de «mantener vivo» su legado, incluyendo un libro póstumo.

#### Alberto Fujimori como líder político
Desde que Fujimori se postuló como candidato a las elecciones presidenciales de 1990, se recurrió a la imagen de un líder que abandonaba la cúspide del partido político para hablar directamente con las masas y recibir su apoyo. Alberto Fujimori emergió con una campaña austera y un eslogan efectivo, con los que buscaba identificarse como un peruano más. Como candidato, recurrió al tractor como su vehículo distintivo, al que denominó el «Fujimóvil».
Con el paso de los años, el gobierno de Fujimori elaboró su propia narrativa, en la que dejaba de representarse como un peruano más y optaba por presentarse como la identidad consolidada de su mandato. El analista Enrique Obando señaló que su imagen se asemejaba a la de un «presidente teflón», debido a que no le importaban las críticas negativas, mientras contaba con una oposición que fue creciendo hasta contar con el apoyo de varios jóvenes con formación académica (universitarios, empleados públicos y trabajadores). Para contrarrestar a sus opositores ideológicos, Fujimori consideró Ayacucho (donde Sendero Luminoso había acuartelado) como uno de sus principales bastiones de apoyo popular.
Alberto Fujimori se presentaba como el salvador del país con la frase «yo soy el poder […] para salvar el Estado». Intentó vincular su imagen con la democracia, presentándola como su objetivo loable, hasta tal punto que en 2017 se autodenominó «arquitecto de la democracia moderna». En 1995, Fujimori señaló, en una entrevista recogida por el diario Expreso, que buscaba la manera de desarrollar «una democracia más eficiente» y que esta fuera «para el bienestar de la gente». Además, negó públicamente que fuera un dictador por haber sido elegido en las elecciones de aquel año.
Según el Centro de Estudios y Promoción del Desarrollo, las personas que alcanzaron la adolescencia en los años 1990 sin una formación académica solo conocen a Fujimori como político relevante. Su imagen ha calado tanto entre los jóvenes que más del 40 % de quienes no pudieron votar en 1995 (por ser menores de edad) afirmaron que lo habrían elegido. Si Fujimori no resulta elegido y el siguiente gobierno fracasa, es probable que los jóvenes lo recuerden como un mito.
Con Fujimori, se permitió que los militares, que ya dominaban vastas zonas del país para enfrentar a enemigos como Sendero Luminoso y el Movimiento Revolucionario Túpac Amaru —que, irónicamente, entabló una tregua e instó a la coalición de izquierda a votar por él—, se involucraran incluso en campañas de acción cívica en aldeas rurales de todo el país, así como en barrios jóvenes de la capital. El político salvadoreño Joaquín Villalobos señaló que uno de los acontecimientos que puso de manifiesto el fenómeno Fujimori (y fortaleció su imagen) fue la toma de rehenes en la residencia del embajador en Japón, entre 1996 y 1997. En ella, los militares gestionaron eficientemente el asunto desde la llegada del MRTA hasta el contraataque militar. Sin embargo, la gestión política del MRTA fue vista como un desastre, ya que su intento de liberar a presos amenazaba la política antiterrorista de Fujimori y preocupaba a la comunidad internacional.

#### Alberto Fujimori como persona sentenciada
Cuando Alberto Fujimori fue encarcelado (desde su proceso judicial en 2007 hasta su liberación en 2024), se le retrataba como un rebelde. El analista político Santiago Pedraglio señalaba que Fujimori necesitaba «seguir presionando al gobierno y a la opinión pública en favor de su amnistía o de una detención domiciliaria».
Uno de sus abogados declaró que la insatisfacción del expresidente peruano aumentó debido a que no pudo responder mediáticamente a sus detractores por su condición de reo. Solo pudo expresarse ante las cámaras durante el juicio. En 2009, el investigador Óscar Quezada (de la Facultad de Comunicación de la Universidad de Lima) señaló que el entonces reo había recurrido a gestos y voces para que lo vieran los espectadores.
Fuera de las cámaras televisivas, surgieron imágenes del expresidente peruano que se filtraron a la prensa y que lo mostraban como un hombre demacrado o en una situación de seminconsciencia en camas de hospital. Sandra Orejuela, docente experta en ética de los medios de la Universidad de Piura, señaló que la enfermedad de Fujimori se convirtió en un tema de interés para el país. Sandra Orejuela también señaló que las fotografías de Fujimori sin ningún tipo de censura se considerarían incluso como una estrategia política para movilizar a la opinión pública a favor del indulto. De hecho, el excongresista Juan Sheput acusó a los fujimoristas de querer manipular a la opinión pública con una de las fotografías, algo que Keiko Fujimori había desmentido, afirmando que se había hecho un uso político de la salud de su padre. La difusión de las fotografías para sensibilizar a los peruanos se popularizó con los nombres de «Fujimoring» y «Fujisorry», este último con el mensaje de disculpas por su gobierno.
Keiko Fujimori trató de limpiar la imagen de su padre de los daños que había causado durante su gobierno, resaltó sus logros contra los grupos subversivos y frente a las crisis económicas. Además, intentó presentarse a las elecciones como la salvadora, con un vestuario que consideraba propio de «una mujer verdaderamente peruana» y llegando a descartar en alguna ocasión que fuera a terminar como una «perdedora». A pesar de sus intenciones de alcanzar la presidencia, en 2006 Keiko confesó que su padre era el candidato que debería presentarse a las siguientes elecciones. The New York Times escribió que su movimiento político se creó «para ayudar a blanquear» el legado de su padre Alberto.
El propio Alberto Fujimori intentó deshacerse de Vladimiro Montesinos y echarle la culpa a Alejandro Toledo, que sería el siguiente presidente electo, mientras su familia intentó desvincular a terceros vinculados a la mala imagen de su gobierno. Su hija, Keiko, trató de desvincular a Montesinos a raíz del escándalo de los vladivideos, en los que apareció, y presentarse como la única asesora del expresidente. Keiko intentó presentar a Montesinos como la «calaña de persona que era». Posteriormente, los familiares repitieron con la exesposa de Fujimori, Susana Higuchi, a la que acusaron de tener problemas psicológicos cuando ella denunció haber sido torturada, y con el asesor económico Hernando de Soto, al que Keiko acusó de querer «piratear los logros de Alberto Fujimori» y relacionarlo con la izquierda. Radio Francia Internacional afirmó que los seguidores del expresidente calificaron de «enemigos» a quienes «se han inventado» los cargos criminales.
En las elecciones de 2011, informes locales revelaron que Alberto Fujimori habría dirigido una campaña presidencial desde su celda, cuyos detalles permanecieron en secreto durante el segundo gobierno de Alan García. Para ello, los simpatizantes alquilaron una propiedad a 20 metros de la puerta de entrada de la cárcel, que funciona como centro logístico y posada para las visitas de correligionarios. La penitenciaría no supervisó el terreno. William Paco Castillo Dávila, abogado de Alberto Fujimori, consideraba a su competidor Ollanta Humala como un enemigo.
En las elecciones de 2016, Bernadette Kalz (representante de la Fundación Konrad Adenauer en Perú) señaló que Keiko incluyó conscientemente a candidatos nuevos y jóvenes en su partido para distanciarse de la política de su padre y eliminar a numerosos políticos veteranos que forman parte del núcleo duro fujimorista. Sin embargo, no convenció suficientemente a la ciudadanía en el momento de las urnas.
En las elecciones de 2021, el analista Fernando Tuesta declaró al diario La Tercera que Keiko Fujimori había sido una candidata constante. Tuesta (casi igual a las afirmaciones de Kalz) describió cómo Keiko se distanció de Alberto Fujimori en alguna ocasión, pero acabó acercándose a él para reivindicar su legado. En aquel entonces, el fujimorismo contaba con un núcleo duro de votos, pero no suficientes para lograr más apoyos, ya que este había perdido relevancia en favor de partidos políticos similares.
En 2024, Alberto Fujimori salió de prisión gracias al indulto aprobado por Dina Boluarte. César Muñoz, director asociado de la División de las Américas en Human Rights Watch, consideró que el Gobierno peruano había afirmado que «el Estado respeta las decisiones de la Corte Interamericana de Derechos Humanos», pero se demostró que se trataba de una posverdad, ya que «la propia Corte ha dicho que no lo han respetado». El portal La Encerrona señaló que la presencia del exreo fue importante para la nueva etapa del fujimorismo. Fuentes cercanas al portal afirmaron que, si bien existían diferencias con personas cercanas a Alberto y Keiko, padre e hija coordinaban sus acciones para lograr sus fines políticos. Debido a la muerte de Alberto en 2024, el fujimorismo propuso recuperar el nombre que firmó en la Constitución de 1993, que fue retirado meses después de su renuncia en el año 2000. Según el abogado constitucionalista Rodolfo Reyna, aquello fue un «efecto simbólico» en la opinión pública y su objetivo fue evitar que el expresidente fuera olvidado por los peruanos.

#### La firma de Alberto Fujimori
En 2024, desde el Congreso, el partido Fuerza Popular elaboró un proyecto de ley para restaurar la firma del difunto líder político en la Constitución de 1993,  ya que consideraban que era su «hecho histórico» y que, al concretarse, evitaría que se intente «reescribir otros capítulos». El proyecto fue creado por Fernando Rospigliosi y aprobado meses después para conmemorar el 31 aniversario de la entrada en vigor de la Carta Magna.
Rospigliosi, que anteriormente se había opuesto al gobierno del referido autócrata, argumentó lo siguiente:

[La firma de la promulgación de la Constitución de 1993] no es un ensalzamiento personalista de Alberto Fujimori, sino es muestra de nuestro un compromiso con la lealtad histórica y construir una verdadera reconciliación basada en la objetividad.
Fernando Rospigliosi en enero de 2025

La firma fue apoyada por Vladimir Cerrón, líder del partido político de izquierda conservadora Perú Libre. Cerrón culpó a un colectivo opositor por borrar esa firma:

Con la restitución de la firma queda oficializada la paternidad responsable de quién nos impuso este plagio neoliberal. El caviarismo ("mafia caviar"), por el contrario, quiso excluir al dictador de esta responsabilidad histórica
Vladimir Cerrón

Martha Moyano indicó que, si permanecía borrada la firma de la Constitución, a su parecer, no se eliminaría el legado de Fujimori.

### Enemigos

#### Izquierdistas
El gobierno de Alberto Fujimori intentó atribuirse el mérito de la lucha contra el terrorismo. Sin embargo, esa lucha no se desarrolló así, según comentó el periodista Gustavo Gorriti, sino que se habría llevado a cabo con anterioridad y de forma independiente bajo la dirección de Benedicto Jiménez y con la ayuda de los propios campesinos. Tras el autogolpe de 1992, Fujimori quiso ir más allá de la lucha antisubversiva y amplió la definición de terrorismo para criminalizar una amplia gama de acciones, lo que le facilitó la persecución de los opositores políticos de izquierdas.
El gobierno de Fujimori empleó una táctica conocida como «terruqueo». Esta táctica, que a menudo tenía tintes racistas, se puede considerar como la campaña negativa del gobierno, y también de los movimientos fujimoristas, para legitimar la pacificación y el orden social. Al ser una sinécdoque (específicamente, una parte por el todo), consistía en calificar de terroristas (o simpatizantes de estos) a los antifujimoristas, a los opositores políticos de izquierda y a los críticos del statu quo neoliberal, fomentando así una cultura del miedo. Entre ellos, se encontraba el líder sindicalista Pedro Huilca, opositor a las medidas económicas de Fujimori, que fue posteriormente asesinado por animar a los empresarios a cuestionar el evento CADE Ejecutivos. Con la ayuda del Servicio de Inteligencia Nacional (SIN), el gobierno de Fujimori desacreditó a sus adversarios, incluidos los disidentes de su propio círculo.
El gobierno amenazó con cadena perpetua a activistas y críticos de las Fuerzas Armadas del Perú, a quienes tachó de «brazo legal» de organizaciones terroristas. Esta estrategia creó una omnipresente cultura del miedo, como observó Jo-Marie Burt, con individuos preocupados por ser etiquetados como terroristas. Mediante el uso del «terruqueo», Fujimori consiguió posicionarse como un «héroe permanente», al tiempo que presentaba a las ideologías de izquierdas como enemigos perpetuos en Perú. El Centro Wiñaq sostuvo que este fenómeno hizo disminuir la preferencia por la izquierda peruana en las elecciones de 1995 y 2001.
El politólogo Daniel Encinas señaló que esta táctica evolucionó y que los políticos conservadores la utilizaron para atacar a los opositores a las políticas neoliberales de Fujimori y manipular el legado de violencia política. Algunos políticos enviaron cartas notariales a personas críticas con el fujimorismo. Mientras persistió dicha táctica en el siglo XXI, los medios de comunicación peruanos la emplearon junto con las noticias falsas para apoyar a Keiko Fujimori. Justo antes de la segunda vuelta de las elecciones de 2021, se difundió propaganda a favor de Fujimori por todo Perú a través de anuncios pagados, algunos de los cuales decían: «Piensa en tu futuro. No al comunismo».
Tras la victoria de Pedro Castillo en las elecciones de 2021, según Stephen McFarland, el fujimorismo llevó a cabo una operación para solicitar la intervención de otros países y señalar que en los comicios hubo fraude, confiando en que Vladimiro Montesinos tuviera contactos con Estados Unidos para lidiar con la situación. Sin embargo, resultó en un fracaso. No fue hasta 2023 cuando el Congreso, que había concentrado su poder político, consiguió destituir constitucionalmente a Pedro Castillo. La estrategia del terruqueo se replicó de nuevo en la sucesora presidencial, Dina Boluarte.

#### Periodistas de investigación
El gobierno de Alberto Fujimori persiguió a los periodistas que le cuestionaron. El Comité para la Protección de los Periodistas (CPJ) señaló que Gustavo Gorriti, uno de los primeros periodistas en investigar a Fujimori durante su campaña, tuvo que huir del país después de que fuese secuestrado. El CPJ también señaló que 1997 fue un año clave en el que el Estado intimidó a periodistas, incluido el departamento del canal de televisión Frecuencia Latina (intervenido posteriormente tras el exilio de su fundador). En 1998, el jefe del Estado admitió que hubo acoso a periodistas, pero solo responsabilizó a la «prensa amarilla» y pidió que se investigara.
Cuando renunció a su cargo, en 2002, Alberto Fujimori acusó al periódico La República, de gran difusión y competencia de El Comercio, de «contrarrestar el inminente avance del fujimorismo contra todo pronóstico». Además, la representante legal de Vladimiro Montesinos solicitó al periodista Edmundo Cruz, de La República, a quien denominó sarcásticamente como «el periodista plusinvestigador», que investigara a Gustavo Mohme, difunto director del periódico.
En 2006, Luis Alfonso Morey, amigo de Fujimori, señaló que el libro biográfico de este, El peso de la verdad, fue publicado como respuesta a cada una de las acusaciones en su contra presentadas por la denominada «prensa antifujimorista». Entre 2010 y 2011, Keiko Fujimori presentó quejas ante los diarios El Comercio y La República por publicar denuncias judiciales en su contra. En 2014, Ángel Páez, histórico jefe de la Unidad de Investigación del diario La República, denunció haber recibido amenazas por su labor investigadora durante el fujimorato. En 2015, el periodista Francisco Pérez señaló que seguidores del fujimorismo consiguieron eliminar un artículo sobre la familia Fujimori de la página de Facebook del diario.
En 2016, la candidata presidencial peruana Keiko Fujimori calificó de «guerra sucia» la investigación del canal América Televisión, dirigida por Clara Elvira Ospina, sobre las dudas en torno a la financiación del partido Fuerza Popular en las elecciones de 2011. Como resultado, un programa emitido por Panamericana Televisión emitió una grabación modificada para desmentir el informe, acto que los opositores calificaron como una «maniobra propagandística».
En 2018, cuando se promulgó la ley que regulaba el gasto de publicidad del Estado peruano (que contó con el apoyo de la bancada fujimorista), Keiko Fujimori culpó a la prensa de iniciar «una campaña de desprestigio y de insultos» en su contra. El periodista Paco Moreno afirmó que Fuerza Popular está obsesionada con los medios y que la creación de su ley es una respuesta a las represalias de la columnista Martha Meier Miró Quesada, después de expulsarla por disputas editoriales con la nueva gestión del Grupo El Comercio.
En 2024, Keiko Fujimori anunció que denunciaría a Gustavo Gorriti por «usurpación ilegal de funciones» en el caso Cócteles. También pidió a la población que ignorara las «noticias falsas» y las «historias» de algunos medios de comunicación que se han publicado en el marco de la investigación por presuntas irregularidades en su contra.

### Valores

#### Antielitismo
El gobierno de Fujimori empleó el antielitismo como táctica populista, como señala Kay. La imagen pública de Fujimori se elaboró meticulosamente para presentarlo como un outsider político. Los medios de comunicación peruanos participaron haciendo hincapié en su herencia japonesa y distanciándolo de la élite blanca criolla de Lima. Fujimori se identificaba con los mestizos y los indígenas peruanos, y a menudo vestía ropas andinas tradicionales, como el poncho y el chullo, en actos públicos, a pesar de haber pasado la mayor parte de su vida en Lima.
Aprovechando el estereotipo de que los asiáticos son trabajadores y pragmáticos, Fujimori adoptó el apodo de «El chino» para muchas de sus campañas. El ejército facilitó sus actividades políticas transportándolo por todo el país para los actos. Durante las elecciones generales peruanas de 2000, el gobierno de Fujimori presentó a Alberto Andrade como candidato de la «élite empresarial blanca», sugiriendo que Andrade sólo apoyaría a los ricos. A pesar de controlar muchas de las instituciones peruanas, los fujimoristas siguieron promoviendo una retórica antielitista.
El portal Sudaca señaló que, en 2021, Keiko Fujimori había empleado un método similar antielitista para la clase media-baja y baja con el fin de ganar votos.

#### Orden público
Después del autogolpe de 1992, el gobierno de Fujimori promovió el orden público debido al conflicto armado interno de Perú con Sendero Luminoso. Fujimori justificó las acciones de su gobierno diciendo que utilizaría una democracia «directa» para proteger a los peruanos. La opinión pública ignoraría a menudo las deficiencias democráticas y de derechos humanos a cambio de estabilidad socioeconómica. Un estudio de la Revista Latinoamericana de Opinión Pública (2020) sugirió que las personas que eran más susceptibles de ver amenazada su economía respaldaron las medidas de Fujimori.
El gobierno de Fujimori también intentó hacer propaganda exterior para atacar a los grupos de Europa y Estados Unidos que apoyaban a Sendero Luminoso. Durante la campaña para las elecciones generales peruanas de 2000, el gobierno de Fujimori difundió a través de una campaña negativa en la prensa chicha que su oponente, Alejandro Toledo, estaba implicado en una mafia de prostitución y que traería más delincuencia a Perú.
En la misiva «La verdadera historia del ingreso de Perú a APEC» de 2016, Alberto Fujimori presentó la operación Chavín de Huántar como el punto culminante de su gobierno, que inició el proceso de ingreso de Perú al foro de la Cooperación Económica Asia-Pacífico. El político Juan Sheput consideró un «exceso» destacar la operación como un acontecimiento decisivo para la economía nacional. Por su parte, Víctor Andrés García Belaúnde opinó que no existe ninguna relación entre la ejecución del operativo que liberó a los rehenes secuestrados en la Embajada de Japón y la aceptación de Perú como miembro del foro. Esa misiva fue nuevamente compartida por congresistas fujimoristas en 2024, coincidiendo con la semana de líderes del foro.
Durante la campaña presidencial de 2021 de Keiko Fujimori, abogó por el uso de la «mano dura», declarando: «La democracia no puede ser débil. Debe apoyarse en un sólido principio de autoridad».

#### Neoliberalismo
Para apoyar el capitalismo clientelista que se daba en Perú, el fujimorismo utilizó los medios de comunicación para promover el neoliberalismo en un esfuerzo por crear «un aparato estatal ilusionista». Según la académica Rocío Silva Santisteban, los fujimoristas utilizaron los medios de comunicación de forma neopopulista para gestionar simbólicamente la crueldad del proyecto neoliberal mientras sus planes seguían implementándose. Los medios de comunicación nacionales y extranjeros repetían la propaganda de los fujimoristas al afirmar que en Perú se había establecido un libre mercado estable.
En 2000, ante el temor de que se generara inestabilidad en el modelo económico neoliberal de su gobierno, Alberto Fujimori recurrió al lema «El Perú no puede parar», que contó con el apoyo de la Confiep. El acercamiento a los empresarios de varias regiones fue un factor clave para asegurar la victoria de Fujimori en las elecciones de ese año.
Con la aplicación de una política neoliberal, la economía peruana empezó a destacar debido a la independencia del Banco Central de Reserva y de su presidente, Julio Velarde, desde 2006. Keiko Fujimori defendió la independencia del Banco Central en 2007 y apoyó la reelección de Velarde en 2011. Marco Arana, portavoz de la bancada del Frente Amplio, comentó que los pensamientos del presidente del BCRP «coinciden con el conservadurismo fujimorista y con la afinidad de política monetaria con el fujimorismo».
Keiko Fujimori ha destacado el papel de las pequeñas empresas en sus campañas presidenciales. En 2011, propuso los llamados «clústeres» mixtos entre empresas de los sectores público y privado para que pudieran competir y se fomentara la flexibilidad laboral al mismo tiempo.

#### Proyectos sociales
Los proyectos sociales, especialmente en los Andes, fueron comunes durante el gobierno de Fujimori; a pesar de promover una economía liberalizada sin interferencia del gobierno, el ejecutivo solo proporcionaría gasto social porque podía obtener apoyo mediante recursos tangibles y una mayor confianza en la relación con el presidente. Las ceremonias de inauguración en las que aparecía Fujimori vestido con ropa andina y una multitud de campesinos se difundieron a través de la televisión, ya que Fujimori promovería su «democracia directa, sin partidos». Los fujimoristas también proporcionaban artículos como libros, materiales de construcción y alimentos a personas de comunidades pobres en un esfuerzo por conseguir apoyo. A esto, las bases del movimiento político colaboraron en la inauguración de colegios y postas, sin importar si estuvieran correctamente acabadas.
El asistencialismo social es una de las prácticas que el fujimorismo mantiene vigente. El psicoanalista Jorge Bruce afirmó que su objetivo son los vecinos «marginados del crecimiento y la prosperidad económica». Para Fernando Tuesta, los votantes reciben apoyo social en lugar de propuestas contra la corrupción o a favor de los derechos humanos. En el distrito de Ventanilla y en otros de la capital peruana, algunos lotes de terrenos ocupados por inmigrantes andinos llevaron el nombre de alguno de los integrantes de la familia cuando se formalizaron durante el gobierno. El medio ATV reseñó que en esas zonas celebraron su legado con obras emblemáticas como vías públicas y servicios públicos.
En las elecciones presidenciales de 2000, las ollas comunes fueron uno de los temas importantes de la estrategia social de Alberto Fujimori. Su impacto fue tan significativo que algunas madres y comedores populares pidieron a Alejandro Toledo, rival de Fujimori, que no las eliminara de su futuro plan de gobierno. En ese año, dirigentes de clubes de madres denunciaron ante la opinión pública una posible coacción por parte del gobierno para que continuaran recibiendo suministros del Programa Nacional de Asistencia Alimentaria (Qali Warma) a cambio de apoyar a Fujimori en su campaña presidencial.

### Relación con la política posfactual
En 2021, las elecciones presidenciales estuvieron marcadas por una sociedad fragmentada, polarizada y sumida en la «posverdad». Así lo afirmó Martín Tanaka, quien señaló que se apoyaron en las fake news para favorecer determinadas narrativas políticas. Por su parte, el catedrático de Comunicación Política, Víctor Sampedro, ha señalado que la política se basa en la mentira, y ha puesto como ejemplo el gobierno de Dina Boluarte. En 2022, Dina Boluarte asumió el poder en sustitución del electo Pedro Castillo, contando con el apoyo de sectores conservadores, incluido el fujimorismo, y abandonó la postura que había defendido durante su candidatura.
Durante las elecciones de 2021, Keiko Fujimori ha insistido ante Willax: «He tenido cientos de portadas en mi contra, pero nunca he presentado una denuncia ni una queja. Prefiero que me difamen». Cuando ocurrió la crisis poselectoral, Alberto Vergara presagiaba que el fujimorismo prepararía «un golpe de Estado electoral con los mecanismos de la posverdad» y tenía la certeza de que «Keiko Fujimori tiene carta blanca de la élite económica para incendiar el país con tal de no tener a [Pedro] Castillo de presidente».  En 2024, cuando falleció Alberto Fujimori, el director del Diario El Regional de Piura describía que figuras del fujimorismo y del gobierno de Dina Boluarte estaban «pidiendo unidad con los que generaron y generan la destrucción del país […] obviando las matanzas habidas en este régimen y que es una deuda que [el indultado] Fujimori pagó parcialmente». El diario calificó esta petición de unidad como «una falsa verdad».
El columnista Carlos Cabanillas señalaba en El Comercio que el victimismo era una posverdad populista. En ese entonces, afirmaba que por parte de la izquierda «había víctimas del fascismo, del fujimorismo, de los españoles y hasta de la colonia»; sin embargo, en la derecha «había víctimas de los inmigrantes, de los caviares, de la Agenda 2030 y de George Soros». Víctor Sampedro atribuía a los «autócratas falsarios» la distorsión de la información y la instauración de una «posverdad» que robustece su imagen pública mediante la repetición de una versión falsa de los hechos.